# Лізабет Скотт
Лізабет Скотт (англ. Lizabeth Scott, при народженні Емма Матцо (англ. Emma Matzo), 29 вересня 1922, Скрентон — 31 січня 2015, Лос-Анджелес) — американська акторка, найбільш відома завдяки ролям у фільмах-нуар.

## Життєпис
Народилася в русинській сім'ї, яка емігрувала зі Словаччини, закінчила коледж Марвуда. У 1942 році переїхала в Нью-Йорк, де вступила в маленьку антрепризу, яка дає вистави тільки влітку. Де вона стала дублершою Таллули Бенкгед, причому так жодного разу і не підмінила її. Після невдачі з театром деякий час працювала моделлю, поки на неї не звернув увагу продюсер Гел Волліс (завдяки фотографії в журналі «Harper's Bazaar»). Вона дебютувала в кіно в 1945 році, підписавши контракт з компанією «Paramount Pictures».
Студія «Парамаунт» використовувала її в амплуа фатальної жінки, подібної Лорен Беколл. Відмінною рисою її іміджу був хрипкий голос. Починаючи з 1946 року Елізабет Скотт грала у фільмах-нуар, першим з яких був «Дивна любов Марти Айверс». З 20 зіграних нею ролей в кіно, три чверті були в нуарах.

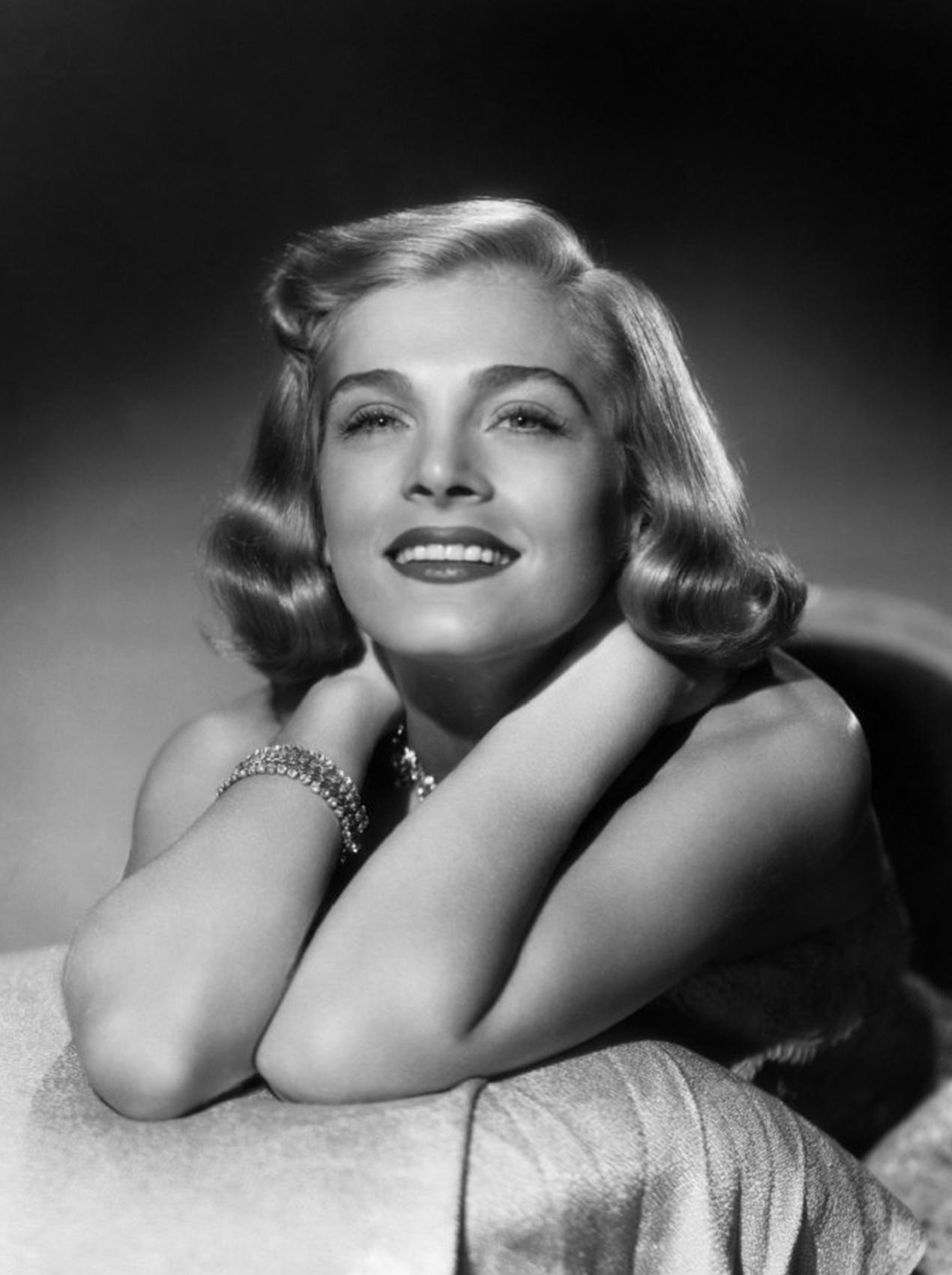
Лізабет Скотт у 1949 році

В кінці 1940-х років Елізабет Скотт була популярною актрисою в Голлівуді, її партнерами по роботі були Гамфрі Богарт, Берт Ланкастер та Кірк Дуглас. У 1949 році вона в судовому порядку перетворила свій професійний псевдонім офіційне ім'я. У 1955 році з нею був пов'язаний ще один судовий процес, у зв'язку зі звинуваченнями в пресі у користуванні послугами секс-робітниць та стосунках з жінками. На хвилі інтересу до неї, у 1957 році Елізабет Скотт закінчила кар'єру в кіно, до 1963 року зрідка з'являючись в епізодичних ролях на телебаченні.
У 1957 році вона спробувала зробити кар'єру співачки й записала альбом «Елізабет». Однак її співочі заняття залишилися без продовження. У 1960-ті роки вона деякий час викладала акторську майстерність в Університеті Південної Каліфорнії. В останній раз з'явилася на кіноекрані в 1973 році, після чого вела самітницьке життя. За свій внесок в кіноіндустрію США актриса ушанована зіркою на Голлівудській алеї слави.
Про особисте життя Елізабет Скотт практично нічого не відомо. Вона ніколи не була одружена і не мала дітей. Акторка померла від серцевої недостатності 31 січня 2015 року у віці 92 років. Про її смерть було оголошено лише через тиждень.

## Фільмографія
- 1945 — Ви прийшли разом / You Came Along — Айві Гочкісс
- 1946 — Дивне кохання Марти Айверс / The Strange Love of Martha Ivers — Антоніа «Тоні» Марачек
- 1947 — Розрахуємося після смерті / Dead Reckoning — «Дасті» Чендлер
- 1947 — Лють пустелі / Desert Fury — Підлоги Геллер
- 1948 — Пастка / Pitfall — Мона Стівенс
- 1948 — Я завжди самотній / I Walk Alone — Кей Лоренс
- 1949 — Надто пізно для сліз / Too Late for Tears — Джейн Палмер
- 1949 — Безтурботне життя / Easy Living — Лайза Вілсон
- 1950 — Сплачено сповна / Paid in Full — Джейн Ленґлі
- 1950 — Темне місто / Dark City — Френ Ґерленд
- 1951 — Компанія, якою вона володіє / The Company She Keeps — Джоан Вілбьорн
- 1951 — Споріднені душі / Two of a Kind — Бренді Кірбі
- 1951 — Червона гора / Red Mountain — Кріс
- 1951 — Рекет / The Racket — Айрін Ґейс
- 1952 — Вкрадена особа / Stolen Face — Еліс Брент / Лілі Коновер
- 1953 — Налякані до смерті / Scared Stiff — Мері Керролл
- 1953 — Погані один для одного / Bad for Each Other — Гелен Кьортіс
- 1954 — Срібна жила / Silver Lode — Роуз Еванс
- 1956 — Зброя / The Weapon — Ельза Дженнер
- 1957 — Кохати тебе / Loving You — Ґленда Маркл
- 1972 — Целюлоза / Pulp — Бетті Кіппола